# From Time Immemorial
From Time Immemorial: The Origins of the Arab-Jewish Conflict over Palestineé um controverso livro de Joan Peters, publicado em 1984,  sobre a demografia da Palestina, analisando a população árabe e a população judaica do mundo árabe antes e depois da formação do Estado de Israel. A autora alega que os palestinos seriam imigrantes recentes, ou seja, que na realidade não há um povo palestino. O livro se tornou bastante popular e recebeu muitas críticas positivas nos EUA (Washington Post, New York Times). Suas  análises demográficas foram ratificadas por Philip Hauser, professor de demografia na Universidade de Chicago.
Porém o acadêmico Norman Finkelstein checou todas as referências do livro e demonstrou que se tratava de  uma fraude. Finkelstein inicialmente não conseguiu publicar seu trabalho nos EUA, exceto em uma pequena revista de esquerda, In These Times.  Segundo Finkelstein, o livro era baseado em extenso plágio de um  trabalho de   Ernst Frankenstein publicado nos anos 1940. Outros críticos, incluindo Noam Chomsky, Edward Said e Yehoshua Porath endossaram as críticas de Finkelstein. Já  Barbara W. Tuchman e    Daniel Pipes  endossaram a tese central do livro, apesar da  inconsistência dos dados.
Quando o livro foi posteriormente lançado na Inglaterra, foi imediatamente reconhecido  como um engodo e por esse motivo atacado pela crítica inglesa (London Review, Observer, Times Literary Supplement), o que fez com que os jornais americanos publicassem novas resenhas, com opiniões diferentes, reconhecendo o livro como um embuste.